# Gyrinus ryukyuensis
Gyrinus ryukyuensis là một loài bọ cánh cứng trong họ van Gyrinidae. Loài này được Satô miêu tả khoa học năm 1971.